# Walbrook
Walbrook est le nom de l'un des 25 wards (quartiers traditionnels) de la Cité de Londres.

À l'origine, il porte le nom d'une rivière (aujourd'hui entièrement souterraine) qui coulait du nord au sud de la City depuis Finsbury Circus et la partageait en son milieu, avant de se jeter dans la Tamise au niveau du Cannon Street Railway Bridge, en suivant le tracé de la rue qui porte son nom et qui débute à l'angle de Mansion House.

## Géographie
| Walbrook\| Localisation de Londres en Angleterre \| |
| Localisation de Londres en Angleterre               |

| Localisation de Londres en Angleterre |

## Histoire
Au temps de l'antique Londinium de l'époque romaine, cette rivière jouait déjà un rôle important, puisqu'elle fournissait déjà de l'eau potable aux habitants, mais transportait aussi les eaux usées. De plus, elle leur servait également d'axe de navigation, puisqu'un port existait sur sa rive est du côté de Bucklersbury, à proximité duquel on a découvert les vestiges d'un temple dédié au dieu Mithra.

## Monuments remarquables
- Église anglicane St Stephen